# تام سنگ
تام سنگ (انگلیسی: Tom Sang؛ زادهٔ ۲۹ ژوئن ۱۹۹۹) بازیکن فوتبال اهل بریتانیا است.
از باشگاه‌هایی که در آن بازی کرده‌است می‌توان به باشگاه فوتبال منچستر یونایتد اشاره کرد.